# General Wolfe
HMS General Wolfe war ein Monitor der Lord Clive-Klasse der Royal Navy, der 1915 für die Beschießung der von den Deutschen besetzten flandrischen Küste in Dienst kam. Hauptbewaffnung der Monitore dieser Klasse war ein Zwillingsturm mit 305-mm-Geschützen von abgerüsteten Linienschiffen der Majestic-Klasse. Der Monitor M 7 / Wolfe / Sir James Wolfe erhielt beim Stapellauf dann den Namen General Wolfe.  Am 27. Oktober 1915 kam der Monitor in den Dienst der Navy und dann bei der Dover Patrol zum Einsatz.

Das Scheitern der alliierten Frühjahrsoffensive 1918 führte endgültig zur Installation der schwersten Navykanonen auf vorhandenen Monitoren, so wurde die General Wolfe der erste Monitor mit einem 457-mm-(18 Zoll)-Geschütz und erhielt den Spitznamen „Elephant and Castle“. Bei der Herbstoffensive der Alliierten 1918 beschoss sie ihr Ziel Snaeskerke auf der bis heute größten Distanz vom 37.000 Yards.
Bei Kriegsende wurde der Monitor aufgelegt, dann abgerüstet und 1920 zum Verkauf angeboten.  Ab 1923 erfolgte der Abbruch der General Wolfe.

## Entstehung der neuen Monitore und Bau derGeneral Wolfe
Der schnelle Fall Belgiens nach Ausbruch des Ersten Weltkriegs ließ den Kriegsgegner sehr nah an Großbritannien heranrücken. Um zu verhindern, dass der Gegner bedeutende Marineeinheiten nahe an den Britischen Inseln stationieren konnte, mussten die Deutschen an der Nutzung  und einem Ausbau der belgischen Häfen gehindert werden. Für den Einsatz in den flachen Küstengewässern schienen Monitore mit ihrem geringen Tiefgang ein geeignetes Mittel zu sein, um den Ausbau und den Nutzen der belgischen Küste für die Kaiserliche Marine zu verringern. Zu diesem frühen Zeitpunkt des Krieges waren Flugzeuge noch keine brauchbare Alternative. Die zügige Entwicklung der Abercrombie-Klasse mit ihren modernen schweren Waffen schien einen schnell gangbaren Weg aufzuzeigen. Dazu brachte der Kriegseintritt der Türkei und der folgende Kampf um die Dardanellen noch einen weiteren Bedarf an derartigen Schiffen.
Ein Befürworter derartiger Einheiten war der Marineminister Winston Churchill, der allerdings neue Einheiten mit schweren modernen britischen Kanonen erwartete. Diesen Wunsch konnte die britische Industrie nicht erfüllen und die Navy wollte auf schwere moderne Neubauten nicht verzichten.
.

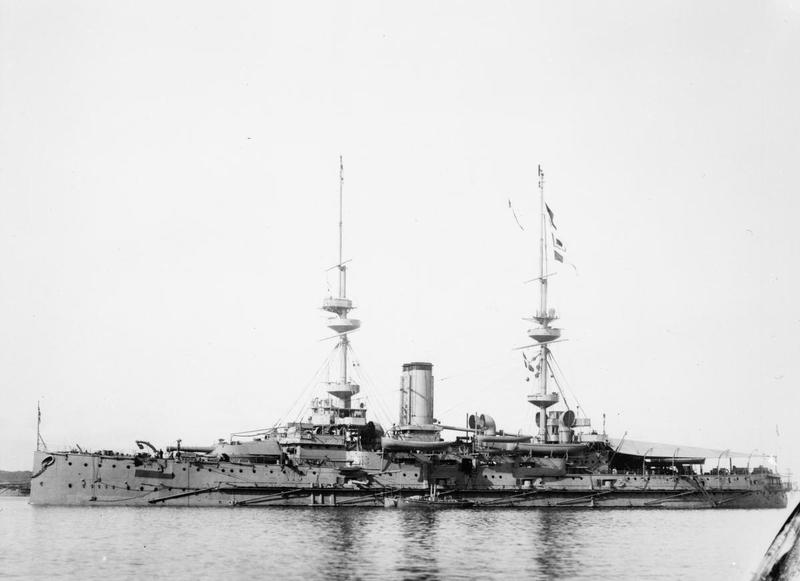
Die Victorious, die einen ihrer Türme an die General Wolfe abgab

Ausgewählt wurden schließlich die schweren Waffen der Majestic-Klasse, da diese Schiffe mit geringem Kampfwert auszusondern waren. Es wurden acht neue Monitore bestellt, die je einen Zwillingsturm von Schiffen dieser Klasse erhalten sollten. Die Geschütztürme sollten modifiziert werden und mit einer Überhöhung von 13,5° bis 30° schießen und so eine Reichweite von gut 19 km (21.000 yds) erreichen. Vier der alten Linienschiffe sollten dazu zumindest ihre Hauptbewaffnung verlieren, die modifiziert auf den acht geplanten neuen Monitoren eingebaut werden sollte. Am 1. Januar 1915 wurden die Türme verteilt, M9 (die spätere General Wolfe) sollte einen 12-inch-Turm der Victorious erhalten.

Fünf der acht neuen Monitore sollten bei Harland & Wolff in Belfast (4) und Govan (1) gebaut werden.  Dazu sollte je ein Monitor auf den Werften William Hamilton in Port Glasgow (Prince Rupert), Scotts in Greenock (Sir John Moore) sowie Fairfields entstehen. Da diese Werft vorrangig die Renown als Schlachtkreuzer fertigstellen sollte und die Werft Palmer’s den Bauauftrag für deren Schwesterschiff Repulse an die Werft John Brown & Co. in Clydebank abgeben musste, erhielt Palmers am Tyne den Auftrag für den Monitor M9, der auf deren Werft in Hebburn entstehen sollte.
Palmers sollte für den Monitor auch zwei 4-Zylinder-Dreifach-Expansionsmaschinen fertigen.
Die Bezeichnung M 9 bezeichnete den 9. Bauauftrag für einen neuen Monitor. Als Name des Schiffes war zuerst Wolfe vorgesehen. Namensgeber war James Wolfe, den Sieger in der Schlacht auf der Abraham-Ebene nahe Quebec, die zum Gewinn Kanadas für Großbritannien führte. Zeitweise sollte sie den Namen Sir James Wolfe erhalten, schließlich wurde sie  General Wolfe. In der Praxis wurden sie und ihre Schwesterschiffe meist nur mit den Familiennamen ihrer Namensgeber genannt.
Nach dem Stapellauf am 9. September 1915 wurde der Neubau zur Elswick Ordnance Company in Tyneside verlegt, die die Türme des alten Linienschiffs inzwischen ausgebaut hatte und einen jetzt modifiziert in den Neubau einsetzte.
Der Rumpf der neuen Klasse entsprach weitgehend der Abercrombie-Klasse. Wegen der leichteren Bewaffnung konnte der Rumpf etwas schmaler und kürzer ausgeführt werden, so dass diese Monitore auch mit 15 ft-breiten Torpedowulsten in die meisten Docks passten.

### Einsätze

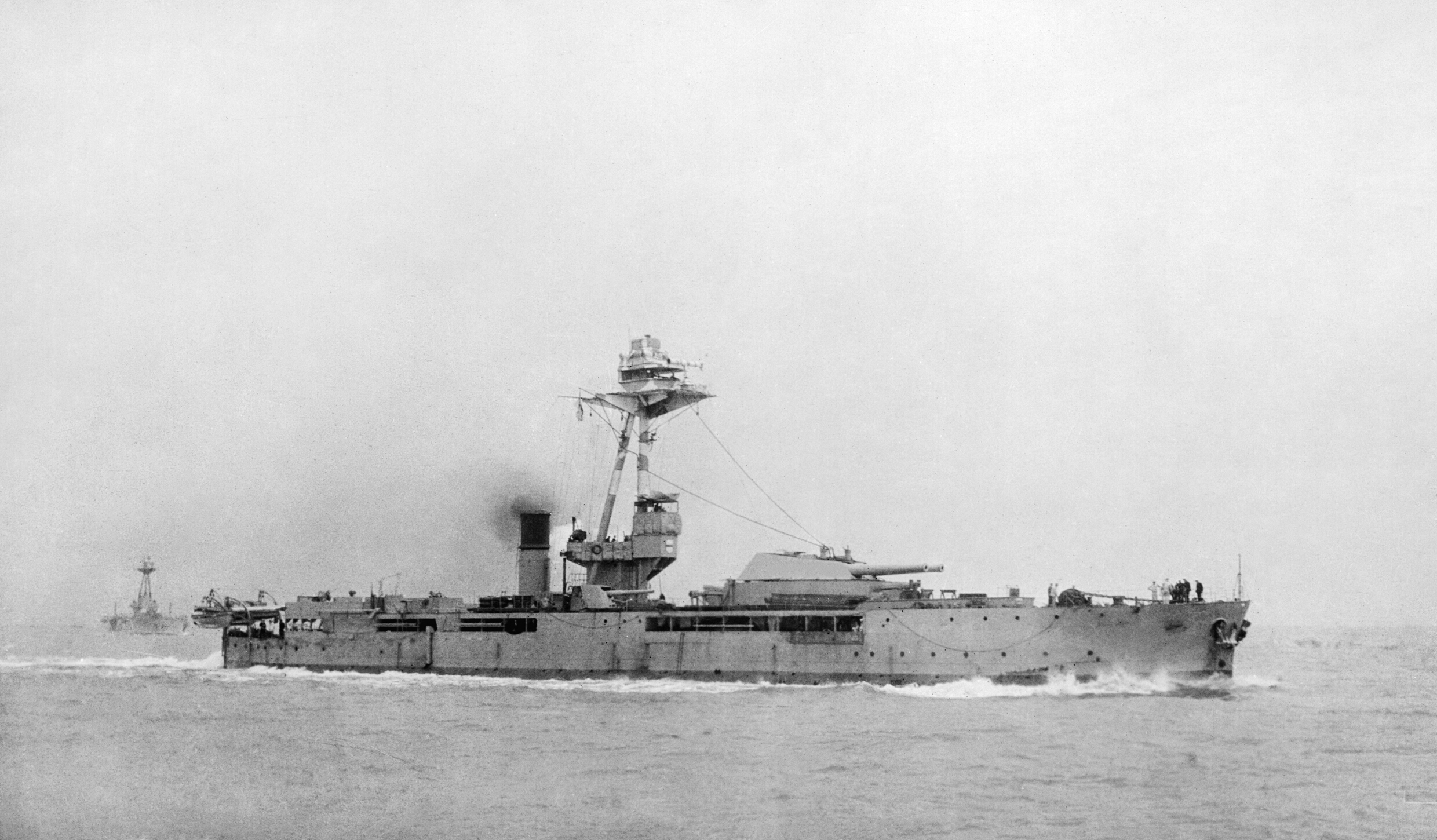
Das Schwesterschiff General Craufurd

Am 12. November 1915 traf der Monitor in Dover ein, wo er bis zum Kriegsende bei der Dover Patrol verblieb. Alle Schwesterschiffe dienten auch dort und waren schon im Einsatz. Der erste Einsatz der Wolfe erfolgte am 25. Januar 1916 und diente dabei als Flaggschiff des Befehlshabers der Dover Patroi, Vizeadmiral Reginald Bacon. Mit sechs weiteren Monitoren wurde am Nachmittag des 26. deutsche Artilleriestellungen bei Westende zwischen  Nieuwpoort und Ostende beschossen. Die Monitore schossen alle etwa elf Salven. Die Schießleistungen wurden von Flugzeugen beobachtet. Am 24. April 1916 sicherte die Wolfe mit dem Schwesterschiff Prince Eugene die Verlegung einer Netzsperre zwölf Meilen vor der belgischen Küste zwischen Nieuport und Zeebrugge. Dabei wurde die Wolfe von den vier 28-cm-Kanonen der deutschen Tirpitz-Batterie beschossen. Der Monitor erwiderte das Feuer und lief aus der Reichweite der deutschen Batterie, ohne getroffen zu werden. Ein deutscher Luftangriff blieb erfolglos, wie aber auch die eigene Flak.
Die Wolfe, ihre Schwesterschiffe und die anderen Monitore, Zerstörer und weitere Einheiten überwachten die von den Deutschen besetzte flandrische Küste, um deutsche Aktivitäten zu minimieren, das Ausbringen von deutschen Minenfeldern zu verhindern und die Suche und Räumung britischer Minenfelder zu unterbinden.
Bevor die Alliierten eine erneute Offensive an der Somme am 15. September 1916 eröffneten, sollte die Dover Patrol die deutschen Kräfte in Belgien unter Druck setzen.  Ab dem 8. bis zum 15. September wurden die Wolfe und alle anderen Monitore  gegen die flandrische Küste eingesetzt.
Auch nach September wurden die 12-Zoll-Monitore, neben anderen  Monitoren, Zerstörern und Hilfsschiffen, trotz des für sie ungünstigen Wetters vor der belgischen Küste eingesetzt. Sie sollten verhindern, das die Deutschen von ihren Standorten in den Kanal ausbrachen, weiterhin Minen legten oder britische Minenfelder räumten. Angesichts ihrer Rumpfbreite und ihrer schweren Bewaffnung, hielten die Deutschen die Monitore unverwundbar durch ihre in Flandern stationierten Einheiten und glaubten, sie nur mit modernen Kreuzern erfolgreich bekämpfen zu können.
Im folgenden Jahr setzen die Monitore ihre wenig spektakuläre Aufgabe der Überwachung der deutschen Stützpunkte und Einheiten fort.  Im Juli 1917 wurde die Wolfe mit einigen ihrer Schwesterschiffe aus dem Routinedienst herausgenommen, um sich auf die Operation Hush vorzubereiten. Man plante auf britischer Seite, die 1. britische Division an der belgischen Küste zu landen. Dabei sollte die Wolfe zusammen mit dem Schwesterschiff  General Craufurd einen von drei 540-ft-langen Pontons mit Panzern, Kanonen, Transportmitteln und mehreren hundert Mann an die Küste schleppen. Die Landung sollte gleichzeitig zu einem alliierten Erfolg in der Dritten Flandernschlacht stattfinden. Der alliierte Angriff erfolgte am 31. Juli 1917. Diese Offensive scheiterte und danach erschien die Landeoperation nicht mehr Erfolg versprechend. Die Monitore, die seit Juli 1917 für diesen Angriff ohne Urlaub im Mündungsbereich der Themse trainiert hatten, erhielten am 2. Oktober den Befehl nach Portsmouth zu verlegen. Wolfe traf dort am 4. Oktober ein, um im Trockendock überholt zu werden.

### 18-Zoll-Monitor

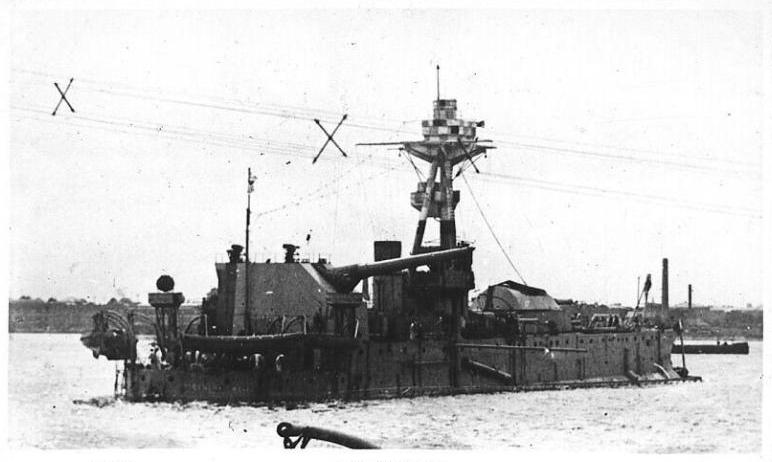
Steuerbordseite der Wolfe mit ihrer 18-Zoll-Kanone.

1918 fiel die Wahl auf die Wolfe, die als erster Monitor eine 18-Zoll-L/40-Kanone erhalten sollte. Danach sollten auch die Lord Clive und Prince Eugene entsprechend bewaffnet werden. Die Lafette, auf der das schwerste Geschütz der Navy zum Einsatz gebracht werden sollte, erhielt die Bezeichnung „15-inch B C.D.“. „15-inch B“ war die Bezeichnung für die 18-Zoll-Kanone und C.D. (für „Coast Defence“) sollte den möglichen Einsatz des Geschützes an Land hervorheben.
Die Lafette wurde bei der Elswick Ordnance Company entwickelt und gebaut. Wegen Schwierigkeiten mit den Arbeitern und Streiks in der Firma seit dem November 1917, wurde das im Oktober 1917 abzuliefernde Geschütz erst im Mai 1918 fertiggestellt. Am 20. Juni 1918 traf das Geschütz in Portsmouth ein, um auf der Wolfe eingebaut zu werden. Die Wolfe befand sich seit dem 5. April 1918 in der Marinewerft, um für den Einbau der schweren Waffe auf dem Quarterdeck vorbereitet zu werden. Das Gewicht des neuen Geschützes betrug 384 tons, dazu kamen 60 Granaten und 72 Treibladungen. Das Geschütz wurde nach Steuerbord weisend eingebaut und war ursprünglich für den vorderen Turm der Furious vorgesehen. Der Einbau auf der Wolfe erfolgte ab dem 9. Juli. Ab dem 7. August konnte die Wolfe mit Versuchen an der neuen Waffe beginnen, die nahe der Isle of Wight stattfanden und erfolgreich waren. Die wie eine Schachtel aussehende Verkleidung harmonierte nicht mit dem Heck des Schiffes und führte zum Spitzname „Elephant and Castle“ für das Schiff.
Am 15. August kehrte der Monitor als erster der 18-Zoll-Monitore zur Dover Patrol zurück; weder im Rest des Augusts, noch in den ersten Wochen des September, fanden Einsätze statt. Diese waren erst Ende September im Zusammenhang mit einer erneuten alliierten Großoffensive in Flandern geplant. Der erste Einsatz erfolgte in der Nacht zum 28. September 1918, als sieben einsatzbereite Monitore Ziele nahe Ostende und Zeebrugge angriffen. Sie setzen dabei nur ihre leichteren Geschütze ein, um die Deutschen zu täuschen. Die Deutschen sollten an eine erneute Landung der Alliierten wie bei den Angriffen im Frühjahr auf Ostende und Zeebrugge glauben.

Als die Morgendämmerung anbrach, hatten die Monitore die Positionen vor der Küste erreicht, von denen sie optimal ihre ausgewählten Ziele beschießen konnten. Wolfe bezog ihre Position zusammen mit der gerade fertiggestellten Gorgon. Wolfe wurde parallel zur Küstenlinie verankert und beschoss ab 7.32 Uhr die 36.000 Yards entfernte Eisenbahnbrücke bei Snaeskerke, vier Meilen südlich von Ostende. Damit verschoss der Monitor im Einsatz der Royal Navy das bis dahin schwerste Geschoss der Royal Navy auch über die bis dahin größte Distanz. Diese Bestwerte wurden bis heute nicht überboten. Über den Tag verschoss der Monitor 52 seiner 60 Granaten, die alle nahe am Ziel einschlugen. Ein Volltreffer wurde aber nicht erreicht. Die erwartete/trainierte Kadenz von alle 3 bis 4 Minuten ein Schuss konnte auf die Dauer nicht gehalten werden, da nicht nur der Gezeitenstrom das verankerte Schiff bewegte, sondern auch der gewaltige Rückstoß jedes Schusses. In den folgenden zwei Wochen beschossen die Wolfe und die anderen Monitore weiter Ziele an der belgischen Küste, unterbrochen nur durch schlechtes Wetter oder fehlende Luftunterstützung zur Meldung der Schießergebnisse. Aus der 18-Zoll-Kanone gab das Schiff dabei noch weitere 29 Schuss ab. Als Mitte Oktober 1918 die Deutschen die flandrische Küste räumten und dann auch kapitulierten, kehrten die Monitore der Dover Patrol nach Sheerness.

### Endschicksal derGeneral Wolfe
Die  General Wolfe wurde am 19. November außer Dienst gestellt. Am 7. April 1920 kam die General Wolfe auf die Verkaufsliste der Admiralität. Im Dezember 1920 wurde die 18-Zoll-Kanone abgebaut und eingelagert; 1933 wurde die Waffe abgebrochen. Das Schiff wurde schon 1921 zum Abbruch verkauft und 1923 in Hayle abgebrochen.

#### Die bei Palmers gebauten Monitore
| HMS                      | Werft                   | Baubeginn | Stapellauf | in Dienst  | Schicksal                                                       |
| ------------------------ | ----------------------- | --------- | ---------- | ---------- | --------------------------------------------------------------- |
| M 9, sp.12 General Wolfe | Palmers, Hebburn BN°858 | 1.1915    | 9.09.1915  | 27.10.1915 | 1918 1. Monitor mit 45,7-cm-(18-Zoll)-Geschütz, 1923 Abbruch    |
| M 13 Marshal Ney         | Palmer, Jarrow BN°859   | 1.1915    | 17.06.1915 | 31.08.1915 | 1920 abgerüstet, mehrfach umbenannt, 1957 Abbruch               |
| M 14 Marshal Soult       | Palmers, Jarrow BN°860  | 2.1915    | 24.08.1915 | 2.11.1915  | 1926 stationäre Nutzung, 1940 abgerüstet, 1946 Abbruch in Troon |

### Die Schiffe derLord Clive-Klasse
| HMS                  | Namensgeber            | Werft                       | begonnen   | Stapellauf | in Dienst  | Schicksal                                                                           |
| -------------------- | ---------------------- | --------------------------- | ---------- | ---------- | ---------- | ----------------------------------------------------------------------------------- |
| Lord Clive           | Robert Clive           | Harland & Wolff, Belfast    | 9.01.1915  | 10.06.1915 | 10.07.1915 | 1918 bis 1920 auch 45,7-cm-(18-Zoll)-Geschütz, Artillerie-Schulschiff, 1927 Abbruch |
| Prince Rupert        | Ruprecht von der Pfalz | Hamilton & Co, Port Glasgow | 12.01.1915 | 20.05.1915 | .07.1915   | 1923 Abbruch                                                                        |
| Sir John Moore       | John Moore             | Scotts, Greenock            | 23.01.1915 | 31.05.1915 | .07.1915   | 1921 Abbruch.                                                                       |
| General Craufurd     | Robert Craufurd        | Harland & Wolff, Belfast    | 9.01.1915  | 8.07.1915  | 26.08.1915 | 1921 Abbruch                                                                        |
| Prince Eugene        | Eugen von Savoyen      | Harland & Wolff, Govan      | 1.02.1915  | 14.07.1915 | 5.09.1915  | vorgesehen für 45,7-cm-(18-Zoll)-Geschütz, 1921 Abbruch                             |
| Earl of Peterborough | Charles Mordaunt       | Harland & Wolff, Belfast    | 16.01.1915 | 28.08.1915 | 23.09.1915 | 1921 Abbruch                                                                        |
| General Wolfe        | James Wolfe            | Palmers, Newcastle          | 1.1915     | 9.09.1915  | 27.10.1915 | 1918 1. Monitor mit 45,7-cm-(18-Zoll)-Geschütz, 1923 Abbruch                        |
| Sir Thomas Picton    | Thomas Picton          | Harland & Wolff, Belfast    | 16.01.1915 | 30.09.1915 | 4.11.1915  | 1921 Abbruch                                                                        |

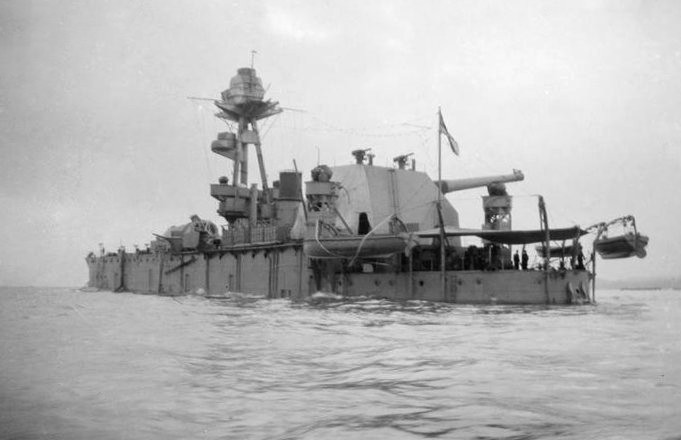
Monitor Lord Clive 1918 in der Nordsee

Das als Reserve für die Furious gebaute dritte Geschütz dieses Typs wurde auf  der Lord Clive ähnlich eingebaut. Das Schiff war aber erst am 13. Oktober 1918 einsatzbereit. Am 14. begann der Monitor eine Beschießung, die schon nach drei Schuss abgebrochen werden musste, da die Gefahr bestand, eigene vorrückende Truppen zu treffen. Bei einer bereits geladenen weiteren Granate konnte nur noch die Treibladung reduziert werden und der Schuss dann in ein Minenfeld abgeben werden.
Das dritte vorhandene 18-Zoll-Geschütz, der zeitweise auf der Furious installierte 'Y'-Turm, war für die Prince Eugene vorgesehen. Dem schon eingetroffenen Monitor sollte ab dem 19. Oktober in der Werft in Portsmouth dieser Turm montiert werden. Die beginnenden Kapitulationsverhandlungen führten zum Verzicht auf diesen Umbau.

## Literatur

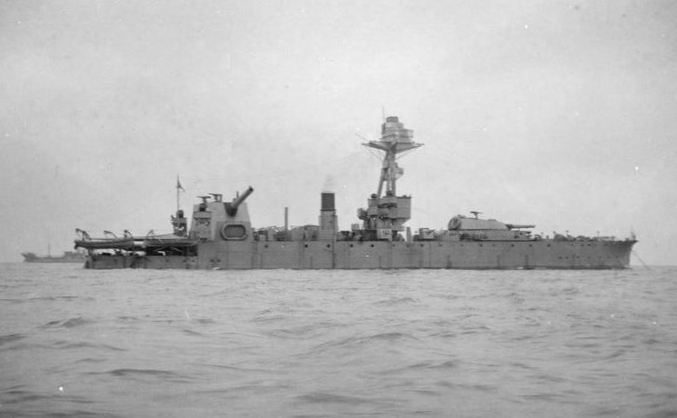
Monitor Lord Clive am 21. November 1918